# فرانكو بيلوك
فرانكو بيلوك (بالإسبانية: Franco Bellocq) (15 أكتوبر 1993 في الأرجنتين - ) هو لاعب كرة قدم أرجنتيني في مركز الوسط. لعب مع أرسنال ساراندي وإنديبندينتي.

## روابط خارجية
- فرانكو بيلوك على موقع قاعدة بيانات كرة القدم.إي يو (الإنجليزية)
- فرانكو بيلوك على موقع Soccerway.com (الإنجليزية)